# Reionização
Na cosmologia do Big Bang, a reionização é o processo que reionizou a matéria no universo após as "Idade das trevas" e é a segunda de duas grandes transições de fase do gás no universo. Como a maioria da matéria bariônica está na forma de hidrogênio, a reionização geralmente se refere à reionização do gás hidrogênio. O hélio primordial no universo experimentou as mesmas mudanças de fase, mas em diferentes pontos da história do universo, o que é geralmente referido como reionização do hélio.